# Michèle Lurot
Michèle Lurot (geb. Davaze; * 15. April 1943 in Malakoff) ist eine ehemalige französische Sprinterin.
1962 schied sie bei den Europameisterschaften in Belgrad über 100 und 200 Meter im Vorlauf aus.
Bei den Olympischen Spielen 1964 in Tokio wurde sie Achte in der 4-mal-100-Meter-Staffel. Über 200 Meter kam sie nicht über die erste Runde hinaus.
Zweimal wurde sie Französische Meisterin über 100 Meter (1961, 1962) und dreimal über 200 Meter (1961–1963).
Sie ist mit dem ehemaligen Mittelstreckenläufer Maurice Lurot verheiratet.

## Persönliche Bestzeiten
- 100 m: 11,9 s, 1962
- 200 m: 24,3 s, 1964